# Острово (Конінський повіт)
Острово (пол. Ostrowo) — село в Польщі, у гміні Вежбінек Конінського повіту Великопольського воєводства.
Населення — 46 осіб (2011).
У 1975—1998 роках село належало до Конінського воєводства.

## Демографія
Демографічна структура станом на 31 березня 2011 року:
|          | Загалом | Допрацездатний вік | Працездатний вік | Постпрацездатний вік |
| -------- | ------- | ------------------ | ---------------- | -------------------- |
| Чоловіки | 25      | 6                  | 17               | 2                    |
| Жінки    | 21      | 4                  | 12               | 5                    |
| Разом    | 46      | 10                 | 29               | 7                    |